# Itapé (Brasil)
Itapé es un municipio brasileño del estado de Bahía. Su población estimada en 2004 era de 14.123 habitantes.